# Касатонов, Иван Михайлович
Иван Михайлович Касатонов (12 [25] сентября 1913, с. Лески, Курская губерния — 20 августа 1977, Тамбов) — капитан Советской Армии, участник Великой Отечественной войны, Герой Советского Союза (1944).

## Биография
Иван Касатонов родился 12 (25) сентября 1913 года в селе Лески (ныне — Прохоровский район Белгородской области). Окончил семь классов школы. С 1928 года Касатонов работал трактористом, с 1934 года — связистом на строительстве Комсомольска-на-Амуре и на линии связи Сковородино—Шимановск. В 1936—1939 годах Касатонов служил в Рабоче-крестьянской Красной Армии. В январе 1940 года он повторно был призван в армию, участвовал в боях советско-финской войны, в апреле 1941 года был демобилизован. Проживал в Курске, был начальником райжилуправления. В июне 1941 года Касатонов в третий раз был призван на службу в армию. Окончил курсы младших лейтенантов. С декабря 1941 года — на фронтах Великой Отечественной войны. В январе 1942 года был ранен. В 1944 году Касатонов окончил 2-е Ленинградское пехотное училище. К июню 1944 года лейтенант Иван Касатонов командовал взводом 806-го стрелкового полка 235-й стрелковой дивизии 43-й армии 1-го Прибалтийского фронта. Отличился во время освобождения Витебской области Белорусской ССР.
23 июня 1944 года взвод Касатонова освободил деревню Язвино Шумилинского района, захватив два исправных немецких танка. 26 июня взвод разгромил отходящую из Витебска немецкую автоколонну, взяв в плен 30 солдат и офицеров противника и захватив большие трофеи. 27 июня 1944 года взвод Касатонова, находясь в разведке, обнаружил концентрационный лагерь и разгромил его охрану, освободив около 180 советских граждан.
Указом Президиума Верховного Совета СССР от 22 июля 1944 года за «мужество и героизм, проявленные в боях», лейтенант Иван Касатонов был удостоен высокого звания Героя Советского Союза с вручением ордена Ленина и медали «Золотая Звезда» за номером 4139.
После окончания войны Касатонов продолжил службу в Советской Армии. В 1945 году он окончил курсы «Выстрел». В 1955 году в звании капитана Касатонов был уволен в запас. Проживал в Тамбове, работал сначала слесарем-разметчиком на заводе, затем начальником ОТК мастерских Всесоюзного общества слепых. Скончался 20 августа 1977 года, похоронен на Воздвиженском кладбище (Тамбов).
Был также награждён орденом Красной Звезды и рядом медалей.

## Память
В честь Касатонова установлен бюст в Прохоровке на Аллее Героев.